# Ali Bonte-Lichtenstein
Anna Luise (Ali) Bonte-Lichtenstein, geb. Lichtenstein (* 10. Mai 1897 in Mannheim; † 15. Juli 1986 in Darmstadt), war eine deutsche Bildhauerin, Keramikerin und Grafikerin.

## Leben
Ali Lichtenstein war eine Tochter des Fabrikbesitzers Erich Lichtenstein. Ab 1903 lebte sie in Darmstadt. Dort erhielt sie zunächst Unterricht bei der Malerin und Kunstgewerblerin Mathilde Stegmayer und dem Bildhauer Jens Boysen im Zeichnen und plastischen Gestalten. Als 17-Jährige besuchte sie drei Monate lang die Bildhauerklasse von Karl Huber (1872–1952) an der Kunstgewerbeschule in Offenbach. Die zu dieser Zeit in Darmstadt stattfindende Ausstellung Frauenkunst beschickte sie mit vier Plastiken. 1914/1915 machte sie eine Bildhauerlehre an der Kunstgewerbeschule Frankfurt am Main bei Friedrich Christoph Hausmann. In der Zeit zwischen 1916 und 1920 setzte sie ihre Studien an der Münchner Kunstgewerbeschule fort, wo sie eine Schülerin von Richard Riemerschmid und Joseph Wackerle war. Mehrfach kam es zu Unterbrechungen dieses Studiums, so verbrachte sie 1917 acht Monate als Bildhauerin bei Regierungsbaurat Ernst Lincke in Berlin.
Ab 1920 wohnte Lichtenstein wieder in Darmstadt. Dort war sie als freie Bildhauerin, Porträtistin und Werbegrafikerin tätig. Sie gehörte der Darmstädter Künstlerszene rund um die Darmstädter Sezession sowie die Zeitschriften Die Dachstube und Das Tribunal an. Bekanntschaften pflegte sie unter anderem mit den Malern Karl Scheld und Otto Wachsmuth. 1921 zeigte sie bei einer Ausstellung der Darmstädter Sezession zwölf Werke, darunter ein kubistisches Porträt des Schriftstellers Hans Schiebelhuth, der ihr mehrfach Model stand. Ihre Werke wurden auf einer Reihe weiterer Ausstellungen gezeigt wie die der Darmstädter Künstlerkolonie und des Frankfurter Kunstvereins. Ihre ausgestellten Plastiken fanden bei Presse und Publikum große Beachtung. Lichtenstein wurde Mitglied der 1926 gegründeten GEDOK. Ab 1928/1929 arbeitete sie mit der Feinsteingutfabrik Max Roesler zusammen, die ihren Sitz in Coburg hatte, aber nach Übernahme der Großherzoglichen Keramischen Manufaktur auch in Darmstadt agierte.
Ali Lichtenstein heiratete 1928 Ernst Bonte (1896–1944), einen Sohn des Berliner Bankiers Felix Bonte (Bankhaus Gebrüder Bonte). Von 1930 bis 1937 lebte sie zusammen mit ihrer Tochter in Buchschlag. Später wohnte sie in Bad Hersfeld und Fulda. Dort übernahm sie eine Reihe von kirchlichen und öffentlichen Aufträgen. Sie war auch in der Zeit des Nationalsozialismus als Künstlerin aktiv, schuf Plastiken für militärische Einrichtungen und nahm unter anderem 1942 an der Großen Deutschen Kunstausstellung teil. 1954 kehrte sie nach Darmstadt zurück, wo sie nur noch sporadisch künstlerisch tätig war und 1986 im Alter von 89 Jahren starb.

## Werk

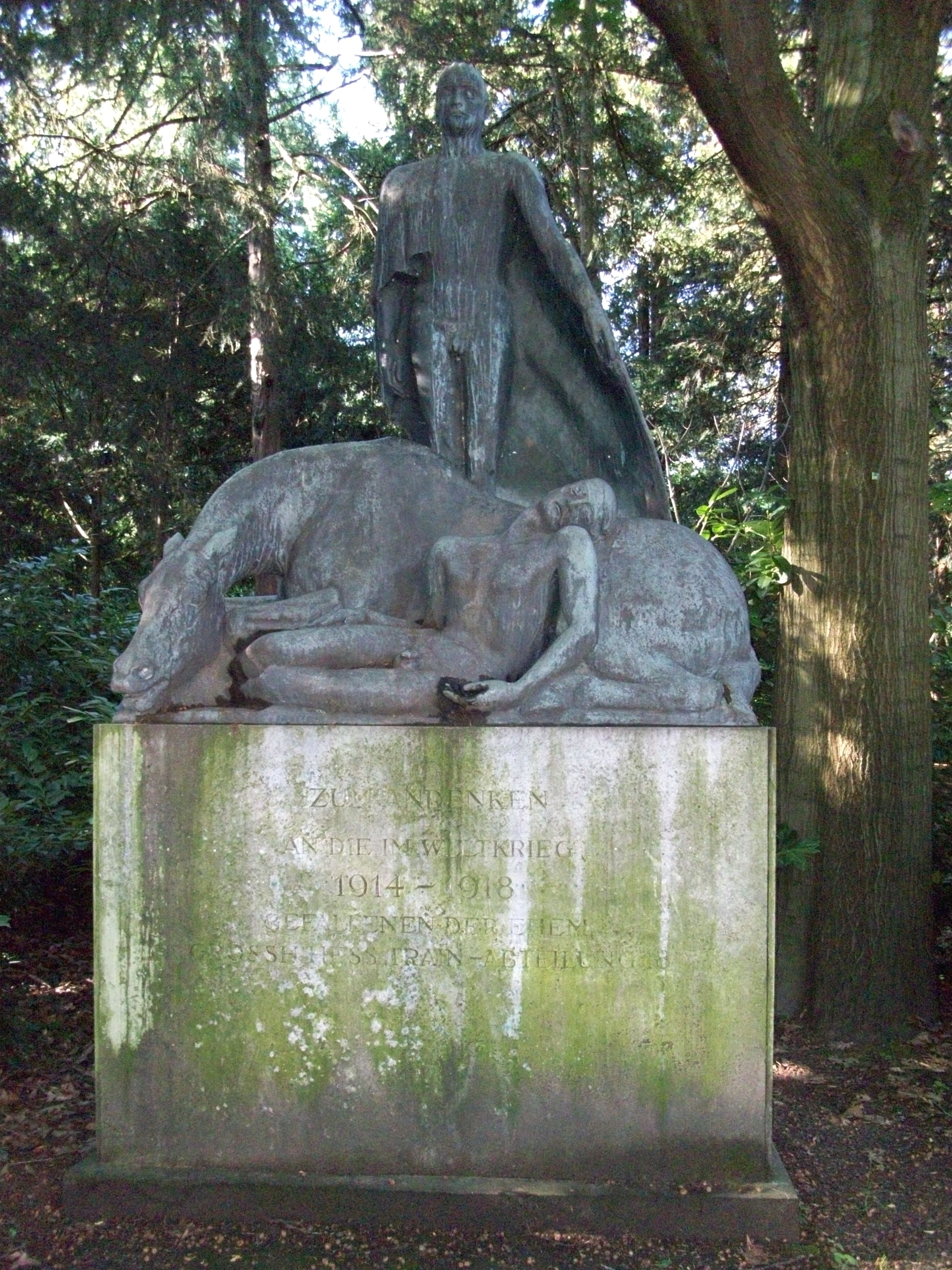
„Train-Denkmal“ im Prinz-Emil-Garten in Darmstadt

Ali Bonte-Lichtenstein machte vor allem als Bildhauerin auf sich aufmerksam. Sie war eine beliebte Porträtistin, für deren Büsten neben Darmstädter Künstlern auch Politiker und Mitglieder der großherzoglichen Familie Modell standen. Um 1926 schuf sie eine Reihe figürlicher Werke, darunter Knabenstatuetten. Mit dem „Train-Denkmal“ setzte sie 1929/1930 einen großen öffentlichen Auftrag der Stadt Darmstadt um. Für die Keramische Manufaktur in Darmstadt unter Max Roesler entwarf sie Tier- und Kinderfiguren. Ihr Mädchen mit Ball gehörte dort zu den meistproduzierten Figuren und wurde bis in die 1930er Jahre gefertigt.
Als Grafikerin schuf Bonte-Lichtenstein Radierungen, Linolschnitte und Kohlezeichnungen, die sie meistens leicht aquarellierte. Während einer Schaffensphase als Werbegrafikerin in den 1920er Jahren entstanden unter anderem Arbeiten für die von Alexander Koch herausgegebene Zeitschrift Deutsche Kunst und Dekoration und die Maschinenfabrik Goebel.
Werke (Auswahl)
- Theodor Wende, Gips, um 1918
- Frauenporträt, Bronze, 1926, Galerie Netuschil, Darmstadt
- Jüngling, Gips, 1926, Galerie Netuschil, Darmstadt
- Kuno von Hardenberg, Terrakotta, um 1926
- zwei Bronzereliefs (eine Knaben- und eine Mädchenfigur) an den Hauptstützen der Brüstung am Galerieumlauf im Obergeschoss des Mausoleums der Familie von Herff (1929), Alter Friedhof, Darmstadt[6]
- Gefallenendenkmal, auch „Train-Denkmal“ (zum Gedenken an die Großherzogliche Hessische Trainabteilung Nr. 18), 1929/1930, zunächst Orangeriegarten, seit 1964 im Prinz-Emil-Garten, Darmstadt
- Porträt Margaret Prinzessin von Hessen und bei Rhein, Terrakotta, um 1930
- Der Säemann, Holzplastik, Höhe 2 m, 1936 Eingang Ehrenhalle der 3. Reichsnährstands-Ausstellung[4]
- Mädchen mit Kopftuch, 1942 Große Deutsche Kunstausstellung[7]
- Wilhelm Glässing, Bronze, Städtische Kunstsammlung Darmstadt (Institut Mathildenhöhe)
- Winzerin, Holzplastik, für Deutsche Weinwerbung, Berlin
- Die Schwimmerin, Bronzeplastik
- Majolika-Wandbrunnen in St. Wendel
- Bogenschütze, für Luftwaffe in Braunschweig
- Führerbüste, Offizierskasino Wildflecken
- Portalfiguren, Offizierskasino Gelnhausen
- Porträts von Hans Schiebelhuth
- Porträt von Georg Donatus von Hessen-Darmstadt
- Porträt des Ministerpräsidenten Carl Ulrich[1]

## Ausstellungen (Auswahl)
- 1921: Darmstädter Sezession
- 1925: Kollektivausstellung Kunstverein Darmstadt
- 1936: 3. Reichsnährstands-Ausstellung, Frankfurt am Main
- 1942: Große Deutsche Kunstausstellung, Haus der Deutschen Kunst, München
- 2013: Der weibliche Blick: vergessene und verschollene Künstlerinnen in Darmstadt 1880–1930, Kunst Archiv Darmstadt